# Кутлацька бухта

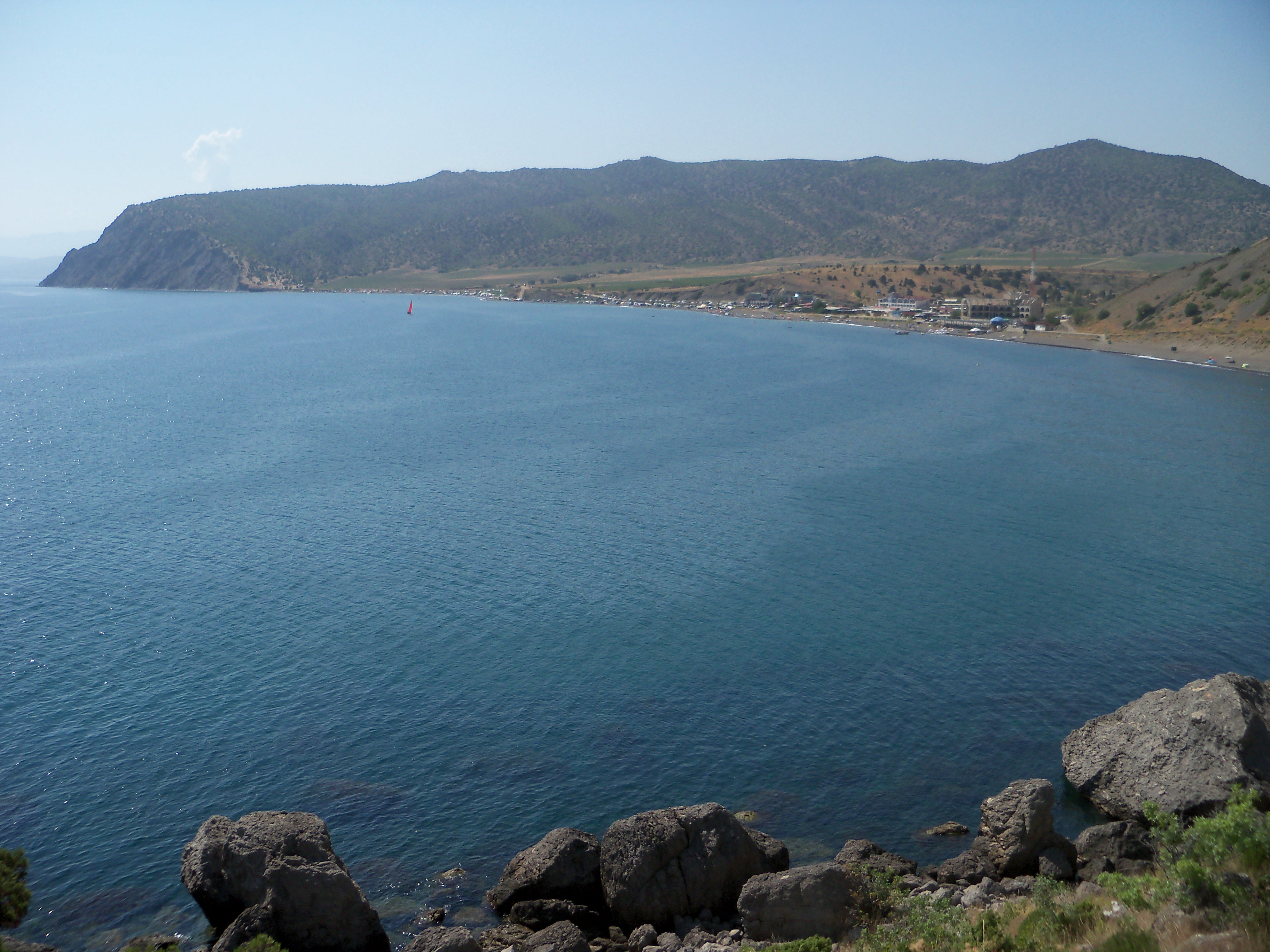
Вид з Голіцинської стежки на Кутлакську бухту і хребет Сонкі-Сиртлар.

Кутлакська бухта — у Криму, між мисом Ай-Фока і г. Караул-Оба. На півд. від села Веселе — по р. Кутлак, устя якої у цій бухті.